# Grammaticus (Lehrer)
Grammatikos (griech. γραμματικός), lateinisch Grammaticus, war in der Antike in hellenistischer und römischer Zeit die Bezeichnung für den für die fortgeschrittene Phase des Unterrichts zuständigen Lehrer. Außerdem konnte das Wort auch einen sprachwissenschaftlich tätigen Gelehrten bezeichnen.

## Antike griechische Republik
Seit dem 3. Jahrhundert v. Chr. ist die Bezeichnung grammatikos für Lehrer bezeugt. Der Unterricht bei ihm baute auf dem vorangehenden Elementarunterricht auf und bestand vor allem in der Lektüre Homers und weiterer Dichter (vor allem Euripides, Menander, Isokrates und äsopische Fabeln). Die Teilnahme war beschränkt auf Kinder aus wohlhabenderen Familien. Grammatikerschulen, die deutlich vom Elementarunterricht getrennt waren, entstanden erst im Lauf des Hellenismus, parallel zur Entwicklung in Rom.

## Römische Republik
Die späte römische Republik übernahm in weiten Zügen das hellenistische Bildungssystem. So folgte auch hier seit dem 1. Jahrhundert v. Chr. auf den Elementarunterricht im Lesen und Schreiben (ludus, schola) der Unterricht beim grammaticus, jedenfalls für Kinder der gehobeneren Gesellschaftsschichten. Er dauerte in der Regel vier Jahre, vom 11. bis zum 15. Lebensjahr. Unklar ist, ob auch Mädchen am Grammatikunterricht teilnahmen.
Auch in Rom bestand der Unterricht beim grammaticus aus der Lektüre und sprachlichen Erläuterung ausgewählter Dichter. Eine Besonderheit war die Zweisprachigkeit in Griechisch und Latein, in der Regel aufgeteilt auf zwei Lehrer, den grammaticus Graecus und den grammaticus Latinus. Gelesene Autoren waren im Griechischen Homer und die Tragiker, im Lateinischen zunächst frühe Dichter wie Livius Andronicus und Ennius. In der Kaiserzeit entwickelte sich ein Kanon, der aus Vergil, Terenz, Sallust und Cicero bestand. Am Ende des Grammatikunterrichts konnten rhetorische Vorübungen, die Progymnasmata, stehen, die ansonsten zu Beginn des Rhetorikunterrichts erfolgten.